# Aechmea roeseliae
Espèce
Classification phylogénétique
Statut de conservation UICN

 VU B1ab(iii) : Vulnérable
Aechmea roeseliae est une espèce de plantes de la famille des Bromeliaceae, endémique d'Équateur.

## Distribution
L'espèce est endémique d'Équateur.

## Description
L'espèce est épiphyte.